# Duque de Sessa
Duque de Sessa is een sinds 1507 bestaande Spaanse adellijke titel.

## Geschiedenis
Op 1 januari 1507 werd de titel van hertog van Sessa gecreëerd door Ferdinand II van Aragon voor de militair Gonzalo Fernández de Córdoba (1453-1515), onder gelijktijdige verlening aan deze titel van Grandeza de España; de titel is vernoemd naar Sessa Aurunca. De titel ging vervolgens over naar de  geslachten Osorio de Moscoso en Barón, in welk laatste geslacht de titel zich nog steeds bevindt.
Huidig titeldrager is na het overlijden van zijn vader, Leopoldo Barón y Osorio de Moscoso (1920-1974), sinds 15 maart 1976 de in Mexico wonende Gonzalo Barón y Gavito (1948), tevens drager van de titels van Conde de Altamira, Marqués de Leganés, Marqués de Morata de la Vega en Marqués del Pico de Velasco de Angostina.
Zijn dochter Adelaide Barón Carral (1977) verkreeg via hem op 9 juli 2004 de in 1708 gecreëerde titel van Duque de Atrisco, G. de E.